# Littleton (Karolina Północna)
Littleton – miasto w Stanach Zjednoczonych, w stanie Karolina Północna, w hrabstwie Halifax.